# Alexandra Grey
Pour les articles homonymes, voir Grey.
Alexandra Elisha Grey, née le 4 janvier 1991 est une actrice et musicienne américaine, principalement connue pour ses rôles d'Elizah Parks dans la série Transparent et de Denise Lockwood dans le drame médical de NBC, Chicago Med. Elle a depuis décroché des rôles secondaires dans Code Black, Doubt : Affaires douteuses, Drunk History et la mini-série d'ABC, When We Rise. 

## Enfance et éducation
Grey est née à Chicago et grandit en famille d'accueil,. Gray déclare dans une interview : « Je savais dès l'âge de 4 ans que je voulais être une fille », mais elle ne savait pas comment en discuter avec ses parents adoptifs. « Dans la communauté afro-américaine, ce genre de choses n'est même pas sujet à discussion ». 
Après avoir obtenu son diplôme d'un collège communautaire, Grey fait son coming-out auprès de ses parents, réticents à accepter sa sexualité,. Lors de son coming-out transgenre, ils la mettent à la rue. Elle quitte alors Chicago pour Los Angeles et vit dans un refuge pour sans-abris LGBT jusqu'à ce qu'elle ait assez d'argent afin de se trouver un appartement. Elle fréquente l'Université d'État de Californie à Northridge et étudie le théâtre.

## Carrière
Grey s'installe à Los Angeles dans l'espoir de commencer une carrière dans le chant ou le théâtre. En 2016, elle est choisie pour jouer le rôle d'Elizah Parks lors de la troisième saison de Transparent. Grey joue une jeune femme venant d'une famille d'accueil vivant à South Los Angeles, en Californie, qui appelle Maura, jouée par Jeffrey Tambor sur la ligne d'assistance téléphonique pour personnes LGBT. La saison remporte ensuite le GLAAD Media Award de la meilleure série humoristique, puis sept nominations aux Primetime Emmy Awards en 2017. 
Grey joue également dans la saison 2 de la série télévisée Code Black de CBS TV, dans le rôle de Beth Jensen, une jeune femme homosexuelle aux prises avec un cancer. Elle joue ensuite dans la saison 4 de Drunk History de Comedy Central, où elle interprète l'activiste pour les droits des homosexuels, Marsha P. Johnson. À sa sortie, l’épisode se retrouve dans les tendances de Facebook et est nommé pour le GLAAD Media Award de l'Outstanding Individual TV Episode. La même année, l'épisode est nommé pour deux Primetime Emmy Awards. Grey est même envisagée pour être nommée pour le Primetime Emmy Award de la meilleure actrice invitée dans une série télévisée comique. Le 3 juin 2016, il est annoncé qu'elle a été choisie aux côtés de Michael K. Williams et Phylicia Rashad pour incarner l'activiste trans et pionnière Seville Anderson dans la nouvelle mini-série d'ABC intitulée When We Rise. À l'automne 2016, elle obtient un rôle régulier dans Chicago Med, dans laquelle elle interprète Denise, la sœur aînée de l'infirmière en chef Maggie Lockwood. Elle apparaît ensuite en tant qu'invitée dans le drame juridique Doubt : Affaires douteuses en 2017 avec Dule Hill. Grey interprète Delilah Johnson, une femme en procès pour le meurtre d'un célèbre athlète. L'intrigue est inspirée de l'histoire vraie de CeCe McDonald. 
En tant que chanteuse, Grey fait la première partie de la compositrice-interprète Zara Larsson en octobre 2016 et fait une tournée d'été de 12 dates la même année,. 
En 2017, des acteurs et des actrices transgenres, dont Grey (avec l'aide de GLAAD et de ScreenCrush), font partie d'une lettre filmée à Hollywood écrite par Jen Richards, demandant des rôles plus nombreux et améliorés pour les personnes transgenres,. À l'automne 2018, il est annoncé qu'elle jouera le rôle de Gossamer Bryant dans le nouveau drame Gossamer Folds, aux côtés de Shane West, Yeardley Smith et Sprague Grayden. Le drame raconte l'histoire d'une amitié entre une femme trans noire du Midwest et Tate, garçon de dix ans joué par Jackson Robert Scott, dans les années 1980 à Kansas City,.

## Filmographie

### Film
| Année | Titre                       | Rôle            | Remarques       |
| ----- | --------------------------- | --------------- | --------------- |
| 2011  | K-11                        | Xandra Kayden   |                 |
| 2012  | I Do (en)                   | Étudiante       |                 |
| 2013  | Baggage Claim               | Kiele           |                 |
| 2015  | The Fix                     | Alexis          |                 |
| 2015  | Between The Miles           | Dana Fields     |                 |
| 2015  | NWA: Straight Outta Compton | Journaliste     | Non crédité     |
| 2016  | This Holiday                | Erica           |                 |
| 2018  | The Blue Sky                | Lisah Blue      | Post-production |
| 2019  | Gossamer Folds              | Gossamer Bryant | Rôle principal  |

### Télévision
| Année | Titre                       | Rôle              | Remarques                                |
| ----- | --------------------------- | ----------------- | ---------------------------------------- |
| 2011  | Jess Like Me                | Lisa Knight       | 22 épisodes (rôle principal)             |
| 2012  | DTLA (série télévisée) (en) | Eva               | Épisode : "Pilote"                       |
| 2015  | Glee                        | Erica             | Épisode : "Transitioning"                |
| 2015  | Chasing Life                | Kenya Martin      | Épisode : "As Long as We Both Shal Live" |
| 2016  | Transparent                 | Elizah Parks      | Épisode : "Elizah"                       |
| 2016  | Code Black                  | Beth              | Épisode : "Life and Limb"                |
| 2016  | Chicago Med                 | Denise Lockwood   | Épisode : "Histoire naturelle"           |
| 2016  | Drunk History               | Marsha P. Johnson | Épisode : "Combats au bar"               |
| 2017  | When We Rise                | Séville           | 2 épisodes                               |
| 2017  | Doubt                       | Delilah Johnson   | Épisode : "Foi"                          |
| 2018  | Palomino & Swissy           | Rhonda Jordan     | Récurrent                                |
| 2018  | Razor Tongue                | Ariel Adams       | Récurrent                                |
| 2019  | Empire                      | Melody            | Récurrent                                |
| 2022  | New York, unité spéciale    | Rachel Thoms      | Saison 24, épisode 7                     |
|       |                             |                   |                                          |